# Arturo Mina
Arturo Rafael Mina Meza, né le 8 octobre 1990 à Rioverde (Équateur), est un footballeur international équatorien évoluant au poste de défenseur central.

## Biographie

### En club
Il atteint avec le club de l'Independiente del Valle la finale de la Copa Libertadores en 2016. Il inscrit un but lors de la finale aller contre l'Atlético Nacional, ce qui s'avère insuffisant pour remporter le tournoi.
En 2017, Mina rejoint le club turc du Yeni Malatyaspor.

### En équipe nationale
Il joue son premier match en équipe d'Équateur le 14 octobre 2014, en amical contre le Salvador (victoire 1-5).
Il participe avec l'Équateur à la Copa América 2015, où il ne joue qu'un seul match, contre le Mexique. Il dispute ensuite la Copa América Centenario. Il joue quatre matchs lors de ce tournoi, qui voit l'Équateur s'incliner en quart de finale face aux États-Unis.
Il inscrit son premier but le 15 novembre 2016, contre le Venezuela. Ce match gagné 3-0 rentre dans le cadre des éliminatoires du mondial 2018.

### But international
| 0 | Date             | Sél. | Lieu                                        | Adversaire | Score | Résultat | Détail | Compétition                             |
| - | ---------------- | ---- | ------------------------------------------- | ---------- | ----- | -------- | ------ | --------------------------------------- |
| 1 | 15 novembre 2016 | 16   | Estadio Olímpico Atahualpa, Quito, Équateur | Venezuela  | 1-0   | 3-0      | 51e    | Éliminatoires de la Coupe du monde 2018 |

## Palmarès
En club
- Independiente del Valle
  - Copa Libertadores : Finaliste en 2016.

- River Plate
  - Recopa Sudamericana : Vainqueur en 2016.
  - Coupe d'Argentine : Vainqueur en 2016.